# Kaku
Kaku – gaun wikas samiti we wschodniej części Nepalu w strefie Sagarmatha w dystrykcie Solukhumbu. Według nepalskiego spisu powszechnego z 2001 roku liczył on 822 gospodarstw domowych i 4388 mieszkańców (2157 kobiet i 2231 mężczyzn).